# ユーグ・グリゼリ賞
ユーグ・グリゼリ賞（セルビア語:Награда Југ Гризељ / Nagrada Jug Grizelj）は、1991年に創設された、報道に関するセルビアの賞であり、国境を越えた人々の友好に寄与したジャーナリストに対して贈られる。

## 受賞者
- 1991年 - リラ・ラドニッチ（Lila Radonjić）
- 1992年 - ジェリコ・ヴコヴィッチ（Željko Vuković）
- 1993年 - プレドラグ・コラクシッチ（Predrag Koraksić）
- 1994年 - ゴルダナ・ロガル（Gordana Logar）とナシャ・ボルバ紙（Naša borba）の編集者
- 1995年 - ボヤナ・レキッチ（Bojana Lekić）とスヴェトラーナ・ルキッチ（Svetlana Lukić）
- 1996年 - ストヤン・ツェロヴィッチ（Stojan Cerović、週刊誌ヴレメのコラムニスト）
- 1997年 - ベータ・ニュース・エージェンシー
- 1998年 - ラジオ・バイナ・バシュタ、ラジオ・パンチェヴォ、ポジャレヴァツBum93
- 1999年 - テオフィル・パンチッチ（Teofil Pančić、ヴレメのコラムニスト）
- 2000年 - オメル・カラベグ（Omer Karabeg）
- 2001年 - ネナド・ステファノヴィッチ（Nenad Stefanović）
- 2002年 - イヴァン・トロフ（Ivan Torov）
- 2003年 - アントネラ・リハ（Antonela Riha、B92のジャーナリスト）
- 2004年 - ミロシュ・ヴァシッチ（Miloš Vasić、ヴレメのジャーナリスト）
- 2006年 - ブランキツァ・スタンコヴィッチ（Brankica Stanković、B92の番組「インサイデル」に対して）
- 2007年 - フィリップ・シュヴァルム（Filip Švarm、ヴレメのジャーナリスト、編集者。ドキュメンタリー・シリーズ「ユディニツァ」（Jedinica）に対して）